# Verein für Leibesübungen Bochum 1848 2021-2022
Questa voce raccoglie le informazioni riguardanti il Verein für Leibesübungen Bochum 1848 nelle competizioni ufficiali della stagione 2021-2022.

## Stagione
Nella stagione 2021-2022 il Bochum, allenato da Thomas Reis, concluse il campionato di Bundesliga al 13º posto. In Coppa di Germania il Bochum fu eliminato ai quarti di finale dal Friburgo.

## Rosa
| N. |                       | Ruolo | Calciatore        |
| -- | --------------------- | ----- | ----------------- |
| 1  | Germania (bandiera)   | P     | Manuel Riemann    |
| 2  | Costa Rica (bandiera) | D     | Cristian Gamboa   |
| 3  | Brasile (bandiera)    | D     | Danilo Soares     |
| 4  | Serbia (bandiera)     | D     | Erhan Mašović     |
| 5  | Svizzera (bandiera)   | D     | Saulo Decarli     |
| 6  | Germania (bandiera)   | C     | Patrick Osterhage |
| 7  | Germania (bandiera)   | C     | Danny Blum        |
| 8  | Francia (bandiera)    | C     | Anthony Losilla   |
| 9  | Germania (bandiera)   | A     | Simon Zoller      |
| 10 | Giappone (bandiera)   | A     | Takuma Asano      |
| 11 | Uganda (bandiera)     | D     | Herbert Bockhorn  |
| 14 | Germania (bandiera)   | C     | Tom Weilandt      |
| 16 | Grecia (bandiera)     | D     | Kōstas Stafylidīs |
| 17 | Filippine (bandiera)  | A     | Gerrit Holtmann   |
| 19 | Curaçao (bandiera)    | A     | Jürgen Locadia    |

| N. |                     | Ruolo | Calciatore              |
| -- | ------------------- | ----- | ----------------------- |
| 20 | Germania (bandiera) | C     | Elvis Rexhbeçaj         |
| 21 | Germania (bandiera) | P     | Michael Esser           |
| 22 | Ghana (bandiera)    | A     | Christopher Antwi-Adjei |
| 23 | Germania (bandiera) | C     | Robert Tesche           |
| 24 | Grecia (bandiera)   | D     | Vasilīs Lampropoulos    |
| 27 | Serbia (bandiera)   | C     | Miloš Pantović          |
| 28 | Germania (bandiera) | A     | Luis Hartwig            |
| 29 | Germania (bandiera) | D     | Maxim Leitsch           |
| 31 | Germania (bandiera) | P     | Tjark Ernst             |
| 32 | Germania (bandiera) | A     | Tarsis Bonga            |
| 33 | Germania (bandiera) | D     | Moritz Römling          |
| 34 | Germania (bandiera) | P     | Paul Grave              |
| 37 | Germania (bandiera) | D     | Armel Bella-Kotchap     |
| 38 | Germania (bandiera) | C     | Eduard Löwen            |
| 40 | Germania (bandiera) | A     | Sebastian Polter        |

## Organigramma societario
Area tecnica
- Preparatori atletici:
- Allenatore in seconda: Heiko Butscher, Markus Gellhaus, Frank Heinemann
- Preparatore dei portieri: Peter Greiber
- Analisi video: Niklas Honnete
- Allenatore: Thomas Reis

## Calciomercato

### Sessione estiva
| Acquisti | Acquisti                | Acquisti             | Acquisti |
| R.       | Nome                    | da                   | Modalità |
| -------- | ----------------------- | -------------------- | -------- |
| A        | Sebastian Polter        | Fortuna Sittard      |          |
| C        | Elvis Rexhbeçaj         | Wolfsburg            |          |
| D        | Kōstas Stafylidīs       | Hoffenheim           |          |
| A        | Christopher Antwi-Adjei | Paderborn            |          |
| A        | Takuma Asano            | Sconosciuta          |          |
| P        | Michael Esser           | Hannover 96          |          |
| C        | Lars Holtkamp           | Wuppertal            |          |
| C        | Eduard Löwen            | Hertha Berlino       |          |
| C        | Patrick Osterhage       | Borussia Dortmund II |          |

| Cessioni | Cessioni       | Cessioni         | Cessioni |
| R.       | Nome           | a                | Modalità |
| -------- | -------------- | ---------------- | -------- |
| C        | Baris Ekincier | Waldhof Mannheim |          |
| C        | Lars Holtkamp  | Bonner           |          |
| P        | Patrick Drewes | Sandhausen       |          |
| C        | Robert Žulj    | Ittihad Kalba    |          |

### Sessione invernale
| Acquisti | Acquisti       | Acquisti | Acquisti |
| R.       | Nome           | da       | Modalità |
| -------- | -------------- | -------- | -------- |
| D        | Moritz Römling | Türkgücü |          |
| A        | Jürgen Locadia | Brighton |          |

| Cessioni | Cessioni                  | Cessioni        | Cessioni |
| R.       | Nome                      | a               | Modalità |
| -------- | ------------------------- | --------------- | -------- |
| C        | Raman Chibsah             | Apollōn Smyrnīs |          |
| A        | Silvère Ganvoula M'Boussy | Cercle Bruges   |          |
| A        | Soma Novothny             | Anorthōsis      |          |

## Risultati

### Bundesliga

#### Girone di andata
| Arbitro: | Willenborg |

|              |           |  |
| Weghorst 22’ | Marcatori |  |

| Arbitro: | Ittrich |

|                         |           |  |
| Holtmann 21’ Polter 56’ | Marcatori |  |

| Arbitro: | Cortus |

|                         |           |            |
| Schaub 82’ Lemperle 90’ | Marcatori | 90’ Zoller |

| Arbitro: | Schröder |

|            |           |                             |
| Zoller 59’ | Marcatori | 37’, 43’ Serdar 78’ Maolida |

| Arbitro: | Welz |

|                                                                                                |           |  |
| Sané 17’ Kimmich 27’, 65’ Gnabry 32’ Lampropoulos 43’ (aut.) Lewandowski 61’ Choupo-Moting 79’ | Marcatori |  |

| Bochum 26 settembre 2021, ore 15:30 CEST 6ª giornata | Bochum  | 0 – 0 referto | Stoccarda | Vonovia Ruhrstadion (15 300 spett.)\| Arbitro: \| Dingert \| |
| Arbitro:                                             | Dingert |               |           |                                                              |

| Arbitro: | Hartmann |

|                           |           |  |
| Silva 69’ Nkunku 73’, 78’ | Marcatori |  |

| Arbitro: | Dankert |

|  |           |             |
|  | Marcatori | 80’ Losilla |

| Arbitro: | Fritz |

|                    |           |  |
| Blum 3’ Polter 90’ | Marcatori |  |

| Arbitro: | Reichel |

|                      |           |          |
| Pléa 12’ Hofmann 40’ | Marcatori | 86’ Blum |

| Arbitro: | Willenborg |

|                           |           |  |
| Novothny 66’ Pantović 90’ | Marcatori |  |

| Arbitro: | Schlager |

|         |           |  |
| Adli 3’ | Marcatori |  |

| Arbitro: | Ittrich |

|                         |           |              |
| Polter 54’ Pantović 82’ | Marcatori | 51’ Lienhart |

| Arbitro: | Aytekin |

|                                      |           |                              |
| Gregoritsch 57’ Caligiuri 86’ (rig.) | Marcatori | 23’, 45’ Polter 40’ Holtmann |

| Arbitro: | Jöllenbeck |

|                   |           |            |
| Polter 40’ (rig.) | Marcatori | 85’ Brandt |

| Arbitro: | Brand |

|                        |           |  |
| Okugawa 51’ Wimmer 69’ | Marcatori |  |

| Arbitro: | Reichel |

|  |           |           |
|  | Marcatori | 16’ Kruse |

#### Girone di ritorno
| Arbitro: | Schlager |

|              |           |  |
| Pantović 65’ | Marcatori |  |

| Arbitro: | Willenborg |

|           |           |  |
| Juste 48’ | Marcatori |  |

| Arbitro: | Jöllenbeck |

|                        |           |                        |
| Holtmann 25’ Asano 70’ | Marcatori | 36’ Hübers 45’ Modeste |

| Arbitro: | Fritz |

|              |           |            |
| Belfodil 23’ | Marcatori | 48’ Polter |

| Arbitro: | Schröder |

|                                                            |           |                     |
| Antwi-Adjei 14’ Locadia 38’ (rig.) Gamboa 40’ Holtmann 44’ | Marcatori | 9’, 75’ Lewandowski |

| Arbitro: | Osmers |

|                          |           |                  |
| Bella-Kotchap 56’ (aut.) | Marcatori | 90’ (rig.) Löwen |

| Arbitro: | Brych |

|  |           |            |
|  | Marcatori | 82’ Nkunku |

| Arbitro: | Schlager |

|                         |           |                          |
| Leitsch 35’ Losilla 71’ | Marcatori | 64’ (aut.) Bella-Kotchap |

| Arbitro: | Fritz |

|                               |           |            |
| Mašović 46’ (aut.) Kamada 52’ | Marcatori | 19’ Polter |

| Arbitro: | Cortus |

|  |           |                     |
|  | Marcatori | 55’ Pléa 61’ Embolo |

| Arbitro: | Siebert |

|          |           |                |
| Raum 54’ | Marcatori | 28’, 59’ Asano |

| Bochum 10 aprile 2022, ore 15:30 CEST 29ª giornata | Bochum | 0 – 0 referto | Bayer Leverkusen | Vonovia Ruhrstadion (25 000 spett.)\| Arbitro: \| Zwayer \| |
| Arbitro:                                           | Zwayer |               |                  |                                                             |

| Arbitro: | Stegemann |

|                           |           |  |
| Kübler 5’ Sallai 16’, 53’ | Marcatori |  |

| Arbitro: | Dankert |

|  |           |                                 |
|  | Marcatori | 15’ Hahn 43’ (rig.) Gregoritsch |

| Arbitro: | Hartmann |

|                                     |           |                                                       |
| Haaland 18’ (rig.), 30’ (rig.), 62’ | Marcatori | 3’ Polter 8’ Holtmann 81’ Locadia 85’ (rig.) Pantović |

| Arbitro: | Schröder |

|                             |           |             |
| Polter 22’ Bello 89’ (aut.) | Marcatori | 35’ Nilsson |

| Arbitro: | Fritz |

|                                   |           |                      |
| Prömel 5’ Awoniyi 25’ (rig.), 88’ | Marcatori | 55’ Zoller 79’ Löwen |

### Coppa di Germania
| Arbitro: | Alt |

|           |           |                        |
| Šarić 22’ | Marcatori | 53’ Zoller 111’ Tesche |

| Arbitro: | Petersen |

|                                       |                      |                                                 |
| Pantović 12’, 53’                     | Marcatori            | 55’ Oxford 58’ Vargas                           |
| Rexhbeçaj Mašović Blum Polter Riemann | Tiri di rigore 5 – 4 | Gouweleeuw Finnbogason Strobl Gregoritsch Maier |

| Arbitro: | Brych |

|                                    |           |             |
| Pantović 56’ (rig.), 59’ Löwen 79’ | Marcatori | 36’ Onisiwo |

| Arbitro: | Schröder |

|            |           |                          |
| Polter 64’ | Marcatori | 51’ Petersen 120’ Sallai |

## Statistiche

### Statistiche di squadra
| Competizione      | Punti | In casa | In casa | In casa | In casa | In casa | In casa | In trasferta | In trasferta | In trasferta | In trasferta | In trasferta | In trasferta | Totale | Totale | Totale | Totale | Totale | Totale | DR  |
| Competizione      | Punti | G       | V       | N       | P       | Gf      | Gs      | G            | V            | N            | P            | Gf           | Gs           | G      | V      | N      | P      | Gf     | Gs     | DR  |
| ----------------- | ----- | ------- | ------- | ------- | ------- | ------- | ------- | ------------ | ------------ | ------------ | ------------ | ------------ | ------------ | ------ | ------ | ------ | ------ | ------ | ------ | --- |
| Bundesliga        | 42    | 17      | 8       | 4       | 5       | 21      | 17      | 17           | 4            | 2            | 11           | 17           | 35           | 34     | 12     | 6      | 16     | 38     | 52     | -14 |
| Coppa di Germania | -     | 3       | 1       | 1       | 1       | 6       | 5       | 1            | 1            | 0            | 0            | 2            | 1            | 4      | 2      | 1      | 1      | 8      | 6      | +2  |
| Totale            | 42    | 20      | 9       | 5       | 6       | 27      | 22      | 18           | 5            | 2            | 11           | 19           | 36           | 38     | 14     | 7      | 17     | 46     | 58     | -12 |

### Andamento in campionato
| Giornata  | 1  | 2 | 3  | 4  | 5  | 6  | 7  | 8  | 9  | 10 | 11 | 12 | 13 | 14 | 15 | 16 | 17 | 18 | 19 | 20 | 21 | 22 | 23 | 24 | 25 | 26 | 27 | 28 | 29 | 30 | 31 | 32 | 33 | 34 |
| --------- | -- | - | -- | -- | -- | -- | -- | -- | -- | -- | -- | -- | -- | -- | -- | -- | -- | -- | -- | -- | -- | -- | -- | -- | -- | -- | -- | -- | -- | -- | -- | -- | -- | -- |
| Luogo     | T  | C | T  | C  | T  | C  | T  | T  | C  | T  | C  | T  | C  | T  | C  | T  | C  | C  | T  | C  | T  | C  | T  | C  | C  | T  | C  | T  | C  | T  | C  | T  | C  | T  |
| Risultato | P  | V | P  | P  | P  | N  | P  | V  | V  | P  | V  | P  | V  | V  | N  | P  | P  | V  | P  | N  | N  | V  | N  | P  | V  | P  | P  | V  | N  | P  | P  | V  | V  | P  |
| Posizione | 13 | 9 | 11 | 13 | 17 | 17 | 17 | 15 | 14 | 14 | 12 | 13 | 13 | 10 | 10 | 12 | 12 | 11 | 11 | 11 | 11 | 11 | 11 | 11 | 11 | 11 | 12 | 11 | 12 | 12 | 13 | 12 | 11 | 13 |

Legenda:

Luogo: C = Casa; T = Trasferta. Risultato: V = Vittoria; N = Pareggio; P = Sconfitta.

### Statistiche dei giocatori
| Giocatore            | Bundesliga | Bundesliga | Bundesliga  | Bundesliga | Coppa di Germania | Coppa di Germania | Coppa di Germania | Coppa di Germania | Totale   | Totale | Totale      | Totale     |
| Giocatore            | Presenze   | Reti       | Ammonizioni | Espulsioni | Presenze          | Reti              | Ammonizioni       | Espulsioni        | Presenze | Reti   | Ammonizioni | Espulsioni |
| -------------------- | ---------- | ---------- | ----------- | ---------- | ----------------- | ----------------- | ----------------- | ----------------- | -------- | ------ | ----------- | ---------- |
| C. Antwi-Adjei       | 25         | 1          | 2           | 0          | 3                 | 0                 | 0                 | 0                 | 28       | 1      | 2           | 0          |
| T. Asano             | 27         | 3          | 1           | 0          | 4                 | 0                 | 0                 | 0                 | 31       | 3      | 1           | 0          |
| A. Bella-Kotchap     | 22         | 0          | 5           | 0          | 4                 | 0                 | 0                 | 0                 | 26       | 0      | 5           | 0          |
| D. Blum              | 13         | 2          | 0           | 0          | 1                 | 0                 | 0                 | 0                 | 14       | 2      | 0           | 0          |
| H. Bockhorn          | 18         | 0          | 1           | 0          | 0                 | 0                 | 0                 | 0                 | 18       | 0      | 1           | 0          |
| T. Bonga             | 3          | 0          | 0           | 0          | 0                 | 0                 | 0                 | 0                 | 3        | 0      | 0           | 0          |
| R. Chibsah           | 0          | 0          | 0           | 0          | 0                 | 0                 | 0                 | 0                 | 0        | 0      | 0           | 0          |
| S. Decarli           | 1          | 0          | 0           | 0          | 0                 | 0                 | 0                 | 0                 | 1        | 0      | 0           | 0          |
| T. Ernst             | 0          | 0          | 0           | 0          | 0                 | 0                 | 0                 | 0                 | 0        | 0      | 0           | 0          |
| M. Esser             | 3          | 0          | 0           | 0          | 1                 | 0                 | 0                 | 0                 | 4        | 0      | 0           | 0          |
| C. Gamboa            | 23         | 1          | 6           | 0          | 4                 | 0                 | 0                 | 0                 | 27       | 1      | 6           | 0          |
| S. Ganvoula M'Boussy | 9          | 0          | 0           | 0          | 1                 | 0                 | 0                 | 0                 | 10       | 0      | 0           | 0          |
| P. Grave             | 0          | 0          | 0           | 0          | 0                 | 0                 | 0                 | 0                 | 0        | 0      | 0           | 0          |
| L. Hartwig           | 1          | 0          | 0           | 0          | 0                 | 0                 | 0                 | 0                 | 1        | 0      | 0           | 0          |
| G. Holtmann          | 29         | 5          | 0           | 0          | 4                 | 0                 | 0                 | 0                 | 33       | 5      | 0           | 0          |
| V. Lampropoulos      | 13         | 0          | 1           | 0          | 2                 | 0                 | 0                 | 0                 | 15       | 0      | 1           | 0          |
| M. Leitsch           | 19         | 1          | 2           | 0          | 3                 | 0                 | 1                 | 0                 | 22       | 1      | 3           | 0          |
| J. Locadia           | 11         | 2          | 0           | 0          | 2                 | 0                 | 0                 | 0                 | 13       | 2      | 0           | 0          |
| A. Losilla           | 33         | 2          | 5           | 0          | 4                 | 0                 | 0                 | 0                 | 37       | 2      | 5           | 0          |
| E. Löwen             | 26         | 2          | 0           | 0          | 2                 | 1                 | 0                 | 0                 | 28       | 3      | 0           | 0          |
| E. Mašović           | 20         | 0          | 7           | 0          | 2                 | 0                 | 0                 | 0                 | 22       | 0      | 7           | 0          |
| S. Novothny          | 6          | 1          | 0           | 0          | 0                 | 0                 | 0                 | 0                 | 6        | 1      | 0           | 0          |
| P. Osterhage         | 13         | 0          | 2           | 0          | 2                 | 0                 | 0                 | 0                 | 15       | 0      | 2           | 0          |
| M. Pantović          | 28         | 4          | 2           | 0          | 4                 | 4                 | 1                 | 0                 | 32       | 8      | 3           | 0          |
| S. Polter            | 33         | 10         | 2           | 0          | 3                 | 1                 | 2                 | 0                 | 36       | 11     | 4           | 0          |
| E. Rexhbeçaj         | 32         | 0          | 5           | 0          | 4                 | 0                 | 0                 | 0                 | 36       | 0      | 5           | 0          |
| M. Riemann           | 31         | 0          | 2           | 0          | 4                 | 0                 | 0                 | 0                 | 35       | 0      | 2           | 0          |
| M. Römling           | 0          | 0          | 0           | 0          | 0                 | 0                 | 0                 | 0                 | 0        | 0      | 0           | 0          |
| D. Soares            | 30         | 0          | 4           | 0          | 4                 | 0                 | 0                 | 0                 | 34       | 0      | 4           | 0          |
| K. Stafylidīs        | 24         | 0          | 3           | 1          | 2                 | 0                 | 0                 | 0                 | 26       | 0      | 3           | 1          |
| R. Tesche            | 11         | 0          | 2           | 1          | 1                 | 1                 | 1                 | 0                 | 12       | 1      | 3           | 1          |
| T. Weilandt          | 0          | 0          | 0           | 0          | 0                 | 0                 | 0                 | 0                 | 0        | 0      | 0           | 0          |
| S. Zoller            | 10         | 3          | 3           | 0          | 1                 | 1                 | 0                 | 0                 | 11       | 4      | 3           | 0          |